# Berberis tomentulosa
Berberis tomentulosa är en berberisväxtart som beskrevs av Ahrendt. Berberis tomentulosa ingår i släktet berberisar, och familjen berberisväxter. Inga underarter finns listade i Catalogue of Life.